# Доротея Вильгельмина Саксен-Цейцская
Доротея Вильгельмина Саксен-Цейцская (нем. Dorothea Wilhelmine von Sachsen-Zeitz; 20 марта 1691, Эльстер — 17 марта 1743, Кассель) — принцесса Саксен-Цейцская, в замужестве ландграфиня Гессен-Кассельская.

## Биография
Доротея Вильгельмина — дочь герцога Морица Вильгельма Саксен-Цейцского и его супруги Марии Амалии Бранденбург-Шведтской, дочери курфюрста Бранденбурга Фридриха Вильгельма. К 1710 году все её братья и сёстры умерли, и Доротея Вильгельмина тем самым стала после смерти отца в 1718 году последней представительницей Саксен-Цейцского дома.
27 сентября 1717 года в Цейце Доротея Вильгельмина вышла замуж за ландграфа Гессен-Касселя Вильгельма VIII. Королева Великобритании Каролина сообщала Лизелотте Пфальцской, что ландграфиня «уродлива, и у неё странная голова».
Доротея Вильгельмина страдала душевной болезнью и после 1725 года не появлялась на публике. Первой дамой при дворе выступала фаворитка ландграфа Кристина фон Бернгольд, ещё при жизни ландграфини возведённая в графини.

## Потомки
- Карл (1718—1719)
- Фридрих II (1720—1785), ландграф Гессен-Касселя, женат на принцессе Марии Великобританской (1723—1772), затем на Филиппине Бранденбург-Шведтской (1745—1800)
- Мария Амалия (1721—1744); умерла невестой маркграфа Карла Альбрехта Бранденбург-Шведтского